# 陈胜粦
陈胜粦（1937年—2003年），笔名山茅、丹舸，男，汉族，广东梅县人，中国历史学家，曾任中山大学历史系系主任、教授、博士生导师。